# حركة التصميم الذكي

حركة التصميم الذكي هي حركة هدفها نشر مفهوم التصميم الذكي في الاوساط الاكادمية والسياسية. وفكرة التصميم الذكي يمكن تلخيصها بانها تعتبر ان اصل الحياة والكون لا يمكن تفسيرها الا بمصمم ذكي  لذا فان الحركة توصف على انها خلقية. الانشطة الرئيسية للحركة هو تعزيز الوعي العام لمفهوم التصميم الذكي واعداد مجموعات الضغط على صناع القرار لتضمين التصميم الذكي في المناهج التعليمية في المدارس الحكومية (في دروس العلوم خصيصا)، واعداد الكتب المخصصة للتدريس الطلاب والترافع للدفاع القانوني امام أي عائق يقف عارضا بوجه ذلك. الهدف النهائي لحركة التصميم الذكي هو القضاء على الالحاد والمادية. يرى رواد الحركة بان المجتمع يعاني من «عواقب مدمرة حضاريا» بسبب تبني المادية التي تقود إلى الالحاد. ويعتقدون ان نظرية التطور قد جعلت من الإنسان كائن مجوف بلا طبيعية روحية وليس له غرض اخلاقي ولا معنى جوهري.
تتخذ حركة التصميم الذكي عدة سياسات لتنفيذ اهدافها مثل سياسة تعليم الجدل وتتلخص هذه السياسة انتقاد نظرية التطور من خلال توجيه الانظار إلى «عيوبها» والكتابة عن الخلافات الدائرة في الاوساط العلمية حول التطور وتشجيع الطلاب والمعلمين على ايجاد بديل لنظرية التطور وغير ذلك من التحليل النقدي للتطور. في المقابل فان الجمعية الأمريكية لتقدم العلوم أكبر الجمعيات العلمية في العالم صرحت بان «ليس هناك جدل كبير في الأوساط العلمية حول صحة التطور.» وأن «تطور هي واحدة من أقوى والمبادئ المقبولة على نطاق واسع من العلوم الحديثة.» بينما جاء الحكم في محكمة كيتسميلر ضد مدارس منطقة دوفر مخيبا لامال حركة التصميم حيث صرحت المحكمة بان «التطور، بما في ذلك الأصل المشترك والانتقاء الطبيعي، مقبول من المجتمع العلمي وباغلبية ساحقة».
يمثل معهد دسكفري القيادة الرئيسية لحركة التصميم الذكي. مركز العلم والحضارة هو جزء من معهد دسكفري يحوي اغلب قادة التصميم الذكي ومؤسيي ستراتيجيتها.
يقدم المعارضون انتقادا كبيرا لحركة التصميم الذكي حيث يصفونها بانها حركة سياسية وليست علمية أو تعليمية. ويقولون بان الحركة تحاول جاهدة تعزيز الفكر الديني من خلال إعادة صياغة العقيدة الدينية لاعادة تدريس الخلقية في الفصول الدراسية وانتهاك سياسة فصل الدين عن الدولة المتبعة في الولايات المتحدة. بل ان المعارضون يرون بان الحركة تسعى إلى إعادة تشكيل المجتمع الأمريكي وتحويله إلى مجتمع ثيوقراطي. بينما يقارن ريتشارد دكوينز بين سياسة التصميم الذكي بتعليم الجدل وبين تدريس «سطحية الارض» فيقول: «لو انك قلت بان هناك مدرستين للفكر تستند للعلم، الأولى تقول ان الأرض دائرية والاخرى تقول ان الأرض مسطحة فانت تظلل الأطفال».